# Pauline Betz
Pauline May Betz Addie (Dayton, 6 agosto 1919 – Potomac, 31 maggio 2011) è stata una tennista statunitense.

## Biografia
Studiò a Los Angeles ed ebbe come mastro di tennis Dick Skeen, continuò gli studi al Rollins College. Dal 1941 al 1946 giunse in tutte le finali dell'U.S. Open, vincendone quattro, tre consecutivamente 1942, 1943, 1944 e l'ultima nel 1946. Al di fuori dello Slam americano ha vinto un titolo al Torneo di Wimbledon 1946 battendo in finale Louise Brough Clapp e nello stesso anno ha raggiunto una finale agli Internazionali di Francia ma è stata sconfitta da Margaret Osborne duPont con il punteggio di 1-6, 8-6, 7-5.
Nel doppio femminile ha formato un'ottima coppia insieme a Doris Hart, le due sono arrivate per sei volte alla finale in un torneo dello Slam, quattro agli U.S. National Championships e una finale a testa a Wimbledon e gli Internazionali di Francia. Da tutte queste finali però non sono mai uscite vincitrici perdendone 5 contro la coppia formata da Margaret duPort e Louise Brough e una contro il team formato sempre dalla duPort ma in coppia con Sarah Palfrey Cooke. Jack Kramer disse di lei che si trattava di una delle tenniste più brave che avesse mai visto, seconda solo a Helen Wills Moody.

## Finali nei tornei del Grande Slam

### Vinte (5)
| Anno | Torneo        | Avversario in finale | Punteggio     |
| 1942 | U.S. Open (1) | Louise Brough        | 4-6, 6-1, 6-4 |
| 1943 | U.S. Open (2) | Louise Brough        | 6-3, 5-7, 6-3 |
| 1944 | U.S. Open (3) | Margaret Osborne     | 6-3, 8-6      |
| 1946 | Wimbledon     | Louise Brough        | 6–2, 6–4      |
| 1946 | U.S. Open (4) | Patricia Canning     | 11-9, 6-3     |

### Perse (3)
| Anno | Torneo               | Avversario in finale | Punteggio     |
| 1941 | U.S. Open            | Sarah Palfrey Cooke  | 7-5, 6-2      |
| 1945 | U.S. Open            | Sarah Palfrey Cooke  | 3-6, 8-6, 6-4 |
| 1946 | French Championships | Margaret Osborne     | 1-6, 8-6, 7-5 |

## Riconoscimenti
- International Tennis Hall of Fame, 1965[3]